# Silvio Spann
Silvio Spann (nacido el 21 de agosto de 1981) es un exfutbolista trinitense que se desempeñaba como centrocampista.
Silvio Spann jugó 40 veces y marcó 2 goles para la selección de fútbol de Trinidad y Tobago entre 2002 y 2009.

## Trayectoria

### Clubes
| Club             | País              | Año         |
| ---------------- | ----------------- | ----------- |
| Doc's Khelwalaas | Trinidad y Tobago | 2000        |
| W Connection     | Trinidad y Tobago | 2001        |
| Perugia          | Italia            | 2001 - 2002 |
| Sambenedettese   | Trinidad y Tobago | 2002        |
| W Connection     | Trinidad y Tobago | 2002 - 2004 |
| Dinamo Zagreb    | Croacia           | 2004 - 2005 |
| Yokohama FC      | Japón             | 2005        |
| W Connection     | Trinidad y Tobago | 2006 - 2007 |
| Wrexham          | Gales             | 2007 - 2010 |
| W Connection     | Trinidad y Tobago | 2010 - 2015 |

### Selección nacional
| Selección | País              | Año         |
| --------- | ----------------- | ----------- |
| Absoluta  | Trinidad y Tobago | 2002 - 2009 |

## Estadística de equipo nacional
| Selección de fútbol de Trinidad y Tobago | Selección de fútbol de Trinidad y Tobago | Selección de fútbol de Trinidad y Tobago |
| Año                                      | Part.                                    | Goles                                    |
| ---------------------------------------- | ---------------------------------------- | ---------------------------------------- |
| 2002                                     | 3                                        | 0                                        |
| 2003                                     | 6                                        | 0                                        |
| 2004                                     | 8                                        | 1                                        |
| 2005                                     | 9                                        | 0                                        |
| 2006                                     | 2                                        | 0                                        |
| 2007                                     | 5                                        | 1                                        |
| 2008                                     | 1                                        | 0                                        |
| 2009                                     | 6                                        | 0                                        |
| Total                                    | 40                                       | 2                                        |